# Alessandro Robecchi
Alessandro Robecchi (Milánó, 1960. június 16.) olasz újságíró, író és rádiós szerkesztő.
1982-től kezdve hivatásos újságíró. Különböző olasz nyelvű magazinokban publikál: (il Manifesto, Diario della Settimana, Diario del Mese, GQ, Style, D, la Repubblica delle Donne).
A Radio Popolare programigazgatója volt, miközben részt vett a Mucchio selvaggio című zenei magazin szerkesztésében, a Roberto Giallo álnevet használva. Az Urban című ingyenes havilap igazgatója is volt.

## Művei
Írt zenei témájú könyvet is: (Manu Chao, musica y libertad, Sperling e Kupfer) melyet több nyelvre lefordítottak, és magyarul is megjelent.

### Magyarul
- Manu Chao. Zene és szabadság; ford. Horváth Balázs; Silenos, Bp., 2008 ISBN 978-963-06-6282-6